# Богоявленский собор (Горловка)
Богоявленский собор — православный собор в Горловке, кафедральный собор Горловской епархии Украинской православной церкви.

## История
Церковь возведена в начале XXI века. Представляет собой двухъярусный, пятиглавый храм в русском стиле с верхним храмом Богоявления и нижним храмом Святых Новомучеников и Исповедников Российских, функционирующими с 23 июня 2013 года и освящёнными 18 сентября 2013 года в рамках празднования 1025-летия крещения Руси . Церемонию хиротонии провёл Митрополит Киевский и всея Украины Владимир, которому содействовали митрополиты Одесский и Исмаиловский Агафангел, митрополит Донецкий и Мариупольский Иларион, архиепископы Луганский и Алчевский Митрофан, Харьковский и Богодуховский Онуфрий, Запорожский и Мелитопольский Лука, Святогорский Арсений, Горловский и Славянский Митрофан и другие. В здании собора также находятся воскресная школа, ризница, баптистерий и помещение для изготовления просфор . На церковной звоннице двенадцать колоколов, самый большой из которых весит пять тонн.
Во время боёв между украинской армией и Народной милицией ДНР нижний храм собора был превращён в убежище для мирных жителей. 10 августа 2014 года возле собора разорвался артиллерийский снаряд, ранив шесть человек. Через два дня после этого события прятавшиеся в соборе люди были эвакуированы .